# Petr Macek (spisovatel)
Petr Macek, pseudonymem Mackenzie Peterson(* 23. dubna 1981 Praha) je český novinář, spisovatel a scenárista.

## Život
Začínal komerční science fiction zasazenou do populárních sérií Star Trek a Mark Stone a novelizací scénáře nízkorozpočtového komediálně-hororového filmu Marka Dobeše a Štěpána Kopřivy Choking Hazard. Jeho pozdější knihy Golemův stín, Případ dobře vychlazené pomsty (v prvním vydání pod pseudonymem Mackenzie Peterson), Hitlerův posel smrti a povídková sbírka Poslední oběť Jacka Rozparovače jsou původními příspěvky do edice pastišů o Sherlocku Holmesovi.
Mackovy romány s postavou slavného detektiva v roce 2014 přijalo londýnské vydavatelství MX Publishing a vydalo jejich anglický překlad v celosvětové distribuci, následně vyšly i v italské edici Il Giallo Mondadori Sherlock. Román Hitlerův posel smrti pak jako audioknihu namluvili Jan Přeučil, Jan Vágner, Jiřina Bohdalová, Vladimír Brabec, Jiří Dvořák a Jana Postlerová, Případ dobře vychlazené pomsty načetl Igor Bareš.
Společně s výtvarníkem Petrem Koplem je autorem komiksového časopisu s "prvním českým superhrdinou" Dechberoucí Zázrak, který vycházel od prosince 2015 do prosince 2017. Po 25 číslech autoři ohlásili pauzu a následně nový komiks na pokračování v časopise ABC s příběhy legendárního Péráka. Sebrané a rozšířené vydání jeho první série vyšlo v květnu 2019 jako samostatná kniha Pérák: Oko budoucnosti, druhé – Jantarová komnata – v roce 2021. V obou komiksových cyklech autoři nadále pokračují.
S řadou osobností sepsal coby novinář jejich autorizované biografie, například s herečkami Ivou Janžurovou a Veronikou Žilkovou, režisérem Václavem Vorlíčkem, jazzmanem Laďou Kerndlem či zpěvačkou Helenou Vondráčkovou. V dalších knihách se věnoval třeba Karlu Gottovi, Jiřině Bohdalové nebo Haně Zagorové. Jeho kniha 1968 očima 50 je ohlédnutím padesáti osobností Česka a Slovenska na události Pražského jara a okupaci vojsky Varšavské smlouvy roku 1968, navazující titul 1989 očima 30 zpracovává události Sametové revoluce.
Pracoval jako šéfreportér v denících Aha! a Blesk. Pro televizi Prima napsal řadu scénářů k původním dokumentům o hereckých osobnostech v cyklu Top Star Extra, dva roky působil i v televizi Nova jako šéfredaktor magazínu Prásk!. Od roku 2013 opět působí v deníku Blesk. Pro internetovou TV Blesk napsal scénáře pro dokumenty Slunce, seno, 30 LET!, 40 let s Chalupáři a Diagnóza: Ordinace, které zároveň režíroval a které vyšly jako DVD přílohy stejnojmenných publikací.

## Dílo

### Beletrie
- Star Trek: Q alternativa (Laser-books 2002)
- Mark Stone: Ve stínu pravdy (Ivo Železný, 2003)
- Mark Stone: Vnitřní záležitost (Ivo Železný, 2004)
- Star Trek: Zrcadla (Laser-books, 2004)
- Choking Hazard The Book (Netopejr, 2004)
- Mark Stone: Královský gambit (Ivo Železný, 2005)
- Mark Stone: Zachraňte Titanic (Ivo Železný, 2006)
- Golemův stín (Jota, květen 2007), upravené vydání Sherlock Holmes a Golemův stín (Kalibr, únor 2021)
- Případ dobře vychlazené pomsty (Jota, únor 2010), upravené vydání Sherlock Holmes a Případ dobře vychlazené pomsty (Kalibr, květen 2021)
- Sherlock Holmes: Hitlerův posel smrti (Naše vojsko listopad 2015), upravené vydání Sherlock Holmes a Hitlerův posel smrti (Kalibr, březen 2022)
- Sherlock Holmes a Poslední oběť Jacka Rozparovače (Kalibr, září 2023)

### Vydání v zahraničí
- Sherlock Holmes and The Adventure of The Cold-Served Revenge (MX Publishing London, Anglie, září 2014)
- Golem's Shadow: The Fall of Sherlock Holmes (MX Publishing London, Anglie, březen 2015)
- Sherlock Holmes: Hitler's Messenger of Death (MX Publishing London, Anglie, únor 2017)
- Sherlock Holmes: Il messaggero di Hitler (Mondadori, Itálie, červenec 2018)
- Sherlock Holmes: l'angelo della vendetta (Mondadori, Itálie, srpen 2021)
- Sherlock Holmes: l'ombra del Golem (Mondadori, Itálie, září 2022)
- Sherlock Holmes and The Last Victim of Jack The Ripper (MX Publishing London, Anglie, listopad 2024)

### Komiks (scénář)
- Dechberoucí Zázrak (CNC, prosinec 2015 – prosinec 2017, ISSN 2464-5400)
- Pérák: Oko budoucnosti (CNC, v časopise ABC, červen – prosinec 2018; sebrané vydání CREW, květen 2019)
- Conan (CNC, v časopise ABC, červenec 2019 – červenec 2020)
- Pérák a Jantarová komnata (CNC, v časopise ABC, červenec 2020 – březen 2021; sebrané vydání CREW, říjen 2021)
- Dechberoucí Zázrak: Kompletní první sezóna: (CNC, listopad 2020)
- Zázrak a Pružina (CNC, v časopise ABC, říjen 2021 – prosinec 2022; sebrané vydání CREW, duben 2023)
- Dechberoucí Zázrak: Kompletní druhá sezóna (CNC, duben 2022)
- Pérák a Armáda poražených (CNC, v časopise ABC, červenec 2024 - březen 2025; sebrané vydání CREW, září 2025)
- Zázrak a ohnivý přízrak (AARGH! 24, únor 2025)

### Biografie
- 52 pozvání ke stolu: S celebritami za vůněmi oblíbených restaurací (Ikar, únor 2006)
- Lesk a špína showbyznysu (Jota, říjen 2008)
- Fenomén Dáda (Jota, květen 2009)
- Helena Vondráčková: Každá trampota má svou mez (Ikar, červen 2012), doplněné a rozšířené vydání k 75. narozeninám (Universum, červen 2022)
- Iva Janžurová: Včera, dnes a zítra (Ikar, květen 2013), doplněné a rozšířené vydání k 80. narozeninám (Brána, říjen 2020)
- Slunce, seno, 30 LET! (CNC, září 2014, ISSN 1214-072), upravené vydání Slunce, seno... (CNC, srpen 2022)
- Laďa Kerndl: Kariéra na druhý dech (Naše vojsko, březen 2015)
- 40 let s Chalupáři (CNC červen 2015)
- Diagnóza: Ordinace (CNC říjen 2015)
- Václav Vorlíček: Pane, vy jste režisér! (Ikar, říjen 2017), doplněné a rozšířené vydání (Ikar, říjen 2023)
- 1968 očima 50 (Universum, duben 2018)
- Náš Karel (CNC, červen 2019)
- 1989 očima 30 (Universum, srpen 2019)
- Takový byl Karel Gott: Nejslavnější český zpěvák očima přátel a kolegů (CNC, listopad 2019), rozšířené vydání Takový byl Karel Gott: Rok poté (CNC, říjen 2020)
- Dominika Gottová: Můj táta Karel (CNC, duben 2020)
- Vždycky upřímná Jiřina Bohdalová (CNC, říjen 2020)
- Naprosto nezbytná Hana Zagorová (CNC, srpen 2021), rozšířené vzpomínkové vydání Naprosto nezbytná Hana Zagorová 1946–2022 (CNC, říjen 2022)
- Veronika Žilková: Dělte dvěma (CNC, říjen 2021)
- Pilarka: Dotýkat se hvězd (CNC, listopad 2022)
- Příběhy hvězd (CNC, listopad 2024)
- Zdeněk Zelenka: Ach, ty komedie (Edice ČT, 2025)
- Příběhy hvězd 2 (CNC, duben 2025)

### Povídky
- Lekce času (DVD Movie, červen 2003)
- Křišťál pouštního čaroděje (Pevnost, leden 2010)
- Sherlock Holmes a Případ tulipánů v ledu (Nedělní Aha 27 a 28, červenec 2022), sbírka Sherlock Holmes a Poslední oběť Jacka Rozparovače (Kalibr, září 2023)
- Sherlock Holmes a Smrt před kuropěním (Nedělní Aha 29 a 30, červenec 2022), sbírka Sherlock Holmes a Poslední oběť Jacka Rozparovače (Kalibr, září 2023)
- Sherlock Holmes a Případ zaměněné litery (Nedělní Aha 31 a 32, srpen 2022), sbírka Sherlock Holmes a Poslední oběť Jacka Rozparovače (Kalibr, září 2023)
- Sherlock Holmes a Případ ztraceného Donatella (Nedělní Aha 33 a 34, srpen 2022), sbírka Sherlock Holmes a Poslední oběť Jacka Rozparovače (Kalibr, září 2023)
- Sherlock Holmes a Plameny odnikud (Nedělní Aha 35, srpen 2022), sbírka Sherlock Holmes a Poslední oběť Jacka Rozparovače (Kalibr, září 2023)
- Sherlock Holmes a Zmizení vdovy Hamishamové (Nedělní Aha 26, 27 a 28, červenec 2023), sbírka Sherlock Holmes a Poslední oběť Jacka Rozparovače (Kalibr, září 2023)
- Sherlock Holmes a Fantom Yorkshiru (Nedělní Aha 29, 30 a 31, červenec/srpen 2023), sbírka Sherlock Holmes a Poslední oběť Jacka Rozparovače (Kalibr, září 2023)
- Sherlock Holmes a Poslední oběť Jacka Rozparovače (Nedělní Aha 32, 33 a 34, srpen 2023), sbírka Sherlock Holmes a Poslední oběť Jacka Rozparovače (Kalibr, září 2023)